# Hartlebury Castle
Hartlebury Castle er et landsted nær Hartlebury i Worcestershire, England. Det blev oprindeligt opført i midten af 1200-tallet som en befæstet herregård på jord som var blevet givet til biskoppen af Worcester af af kong Burgred af Mercia. Den ligger nær Stourport-on-Severn i et område mange flere stor herregårde og country house, inklusive Witley Court, Astley Hall, Pool House, Areley Hall samt Hartlebury og Abberley Hall. Det har været biskoppens primære residens i senere perioder.
Det er en listed building af første grad.